# ولودیمیر رونجک
ولودیمیر رونجک (اوکراینی: Володимир Рунчак؛ زادهٔ ۱۲ ژوئن ۱۹۶۰) رهبر (موسیقی)، موسیقی‌دان، و آهنگساز اهل اوکراین است.